# 亨利·A·科芬
亨利·阿薩·科芬（英語：Henry Asa Coffeen；1841年2月14日—1912年12月9日），是一位美國民主黨的政治人物，曾在1893年至1895年擔任美國眾議院懷俄明州單一國會選區代表眾議員。

## 生涯
科芬在俄亥俄州加利波利附近出生，後在1853年跟隨父母搬到印第安納州，隨後又搬到伊利諾州荷馬。他在公立學習就讀，於阿賓登學院（後來與尤里卡學院合併）科學系畢業，並在俄亥俄州的海勒姆學院從事教學工作。
1883年，科芬担任劳工骑士团的大工头（第二领导人）。
1884年，科芬移居到懷俄明州謝里登；1893年6月以懷俄明州金融家代表出席芝加哥的世界博覽會，又於1889年參與懷俄明州建州憲法制憲會議。
科芬以民主黨身份當選為第五十三屆聯邦國會議員，任期自1893年3月4日到1895年3月3日，其後在1894年的第五十四屆聯邦國會選舉連任失敗。此後他從事文學工作直到於1912年逝世，安葬在謝里登公墓。